# Championnat de squash du British Open masculin 1936
Le British Open Squash Championships 1936 est l'édition 1936 du British Open Squash Championships inauguré en 1931 afin que les professionnels et les amateurs puissent s'affronter. 
Le match oppose le champion professionnel Jim Dear et le tenant du titre, champion amateur égyptien F. D. Amr Bey.
Le match aller se déroule le 25 novembre au Conservative Club, club de F. D. Amr Bey qui l'emporte en cinq jeux. Le match retour a lieu le 2 décembre 1935 au Royal Automobile Club, club de Jim Dear et F. D. Amr Bey confirme son premier succès et remporte son troisième British Open.

## Résultats

### match aller
|  |                              |  |   |   |    |   |   |
|  | Bath Club (25 novembre 1935) |  |   |   |    |   |   |
|  |                              |  |   |   |    |   |   |
|  |                              |  |   |   |    |   |   |
|  | F. D. Amr Bey                |  | 9 | 6 | 8  | 9 | 9 |
|  | F. D. Amr Bey                |  | 9 | 6 | 8  | 9 | 9 |
|  | Jim Dear                     |  | 3 | 9 | 10 | 2 | 4 |

### match retour
|  |                                         |  |   |   |   |   |  |
|  | Royal Automobile Club (2 décembre 1935) |  |   |   |   |   |  |
|  |                                         |  |   |   |   |   |  |
|  |                                         |  |   |   |   |   |  |
|  | Jim Dear                                |  | 4 | 7 | 9 | 7 |  |
|  | Jim Dear                                |  | 4 | 7 | 9 | 7 |  |
|  | F. D. Amr Bey                           |  | 9 | 9 | 3 | 9 |  |